# Luke Narraway
Luke James Narraway (Worcester, 7 settembre 1983) è un ex rugbista a 15 e allenatore di rugby a 15 britannico, che dal 2019 ricopre il ruolo tecnico dei Dragons solo per quanto riguarda la squadra partecipante alla Celtic Cup; nella sua carriera giocava nel ruolo di terza linea centro e ha disputato 7 incontri con la maglia dell’Inghilterra.

## Biografia
Figlio di un industriale della carne, Narraway ebbe il suo impatto nel rugby professionistico con il Gloucester, club con il quale esordì a Leeds in Premiership nel maggio 2003.
Convocato nell'Inghilterra U-21, partecipò con essa al Sei Nazioni e alla Coppa del Mondo di categoria.
Nel 2008, complice l'infortunio di Nick Easter e il ritiro di Lawrence Dallaglio, Narraway esordì in Nazionale maggiore nel corso del Sei Nazioni.
Nel maggio successivo fu incluso tra i convocati al tour neozelandese del giugno 2008, e disputò anche il Sei Nazioni 2009.
A livello di club vanta un'European Challenge Cup vinta con il Gloucester.

## Palmarès
- Challenge Cup: 1
Gloucester: 2005-06